# Nupserha nyassensis
Nupserha nyassensis är en skalbaggsart som beskrevs av Aurivillius 1914. Nupserha nyassensis ingår i släktet Nupserha och familjen långhorningar.
Artens utbredningsområde är:
- Kenya.
- Malawi.
- Moçambique.
- Zimbabwe.

Inga underarter finns listade i Catalogue of Life.